# أندريا ماناي
أندريا ماناي (بالإيطالية: Andrea Mannai)‏ (مواليد 2 مايو 1963) هو ملاكم إيطالي، مثّل بلاده في الألعاب الأولمبية الصيفية 1988.

## روابط خارجية
أندريا ماناي على موقع بوكس ريك (الإنجليزية) (registration required)
- أندريا ماناي على موقع أوليمبيديا (الإنجليزية)